# Aeonium lancerottense

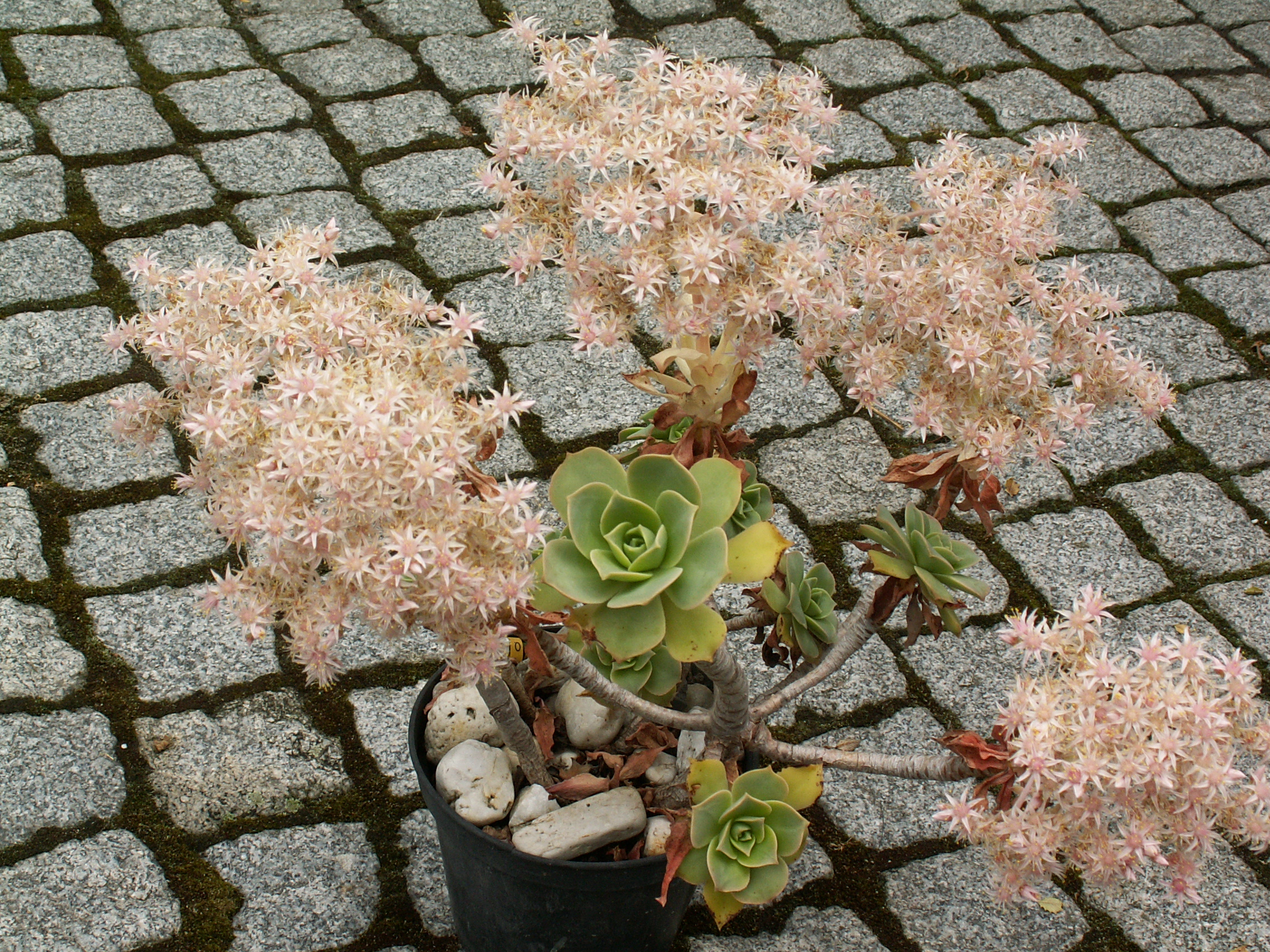
Inflorescències

Aeonium lancerottense és una espècie de planta suculenta del gènere Aeonium, de la família de les Crassulaceae.

## Descripció
És un arbust perenne, densament ramificat, de fins a 60 cm d'alçada.
Les branques són ascendents, de 7 a 15 mm de diàmetre, glabres, reticulades, amb les fulles agrupades en rosetes terminals.
Les rosetes són de 10 a 18 cm de diàmetre, més aviat aplanades.
Les fulles són de 5 a 9 cm de llarg, d'1,5 a 4 cm d'ample, i de 3 a 6 mm de gruix, espatulades obovades o oblanceolades, apicalment agudes, caudades, bàsicament cuneades, glauques, glabres, amb marge amb alguns cilis arrugats a la part superior, de color verd a verd groguenc, sovint variegades de vermellós al llarg del marge i a l'àpex.
Les inflorescències en forma de cúpula, de 8 a 30 cm d'ample i de 8 a 25 cm d'alt, peduncle de 6 a 20 cm, pedicels d'1 a 3,5 mm, glabres.
Les flors són de 7 a 8 parts; sèpals puberulents a glabres; pètals de 6 a 9 mm de llarg i d'1 a 1,5 mm d'ample, lanceolats, acuminats, blanquinosos, part mitja rosada variegada; filaments glabres.

## Distribució
Planta endèmica de l'illa de Lanzarote, a les Canàries. És un magnífic exemple a l'adaptació a les laves recents, tendeix a viure en esquerdes de roca basàltica. Creix de 20 a 600 m d'altitud.

## Taxonomia
Aeonium lancerottense (Praeger) Praeger va ser descrita per Robert Lloyd Praeger i publicada a Sempervivum 190 (1932).
En castellà rep el nom vernacle de bejeque de malpaís.